# Onderscheidingen in Hohenzollern-Hechingen

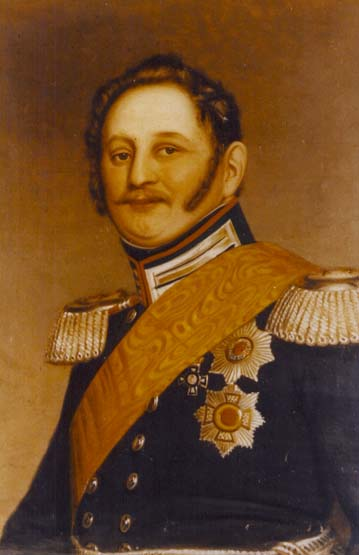
Frederik Willem Constantijn van Hohenzollern-Hechingen met ster en oranje grootlint van de Orde van de Zwarte Adelaar van Pruisen, de ster van de Orde van Sint-Hubertus van Beieren en het kleine kruis van de Huisorde van Hohenzollern.

De vorsten van Hohenzollern-Hechingen, een katholiek gebleven tak van het Huis Hohenzollern regeerden hun Zuid-Duitse vorstendom tot in het revolutiejaar 1848 een opstand uitbrak -onder andere door de enorm hoge belastingen - die op 27 augustus van dat jaar in Sigmaringen resulteerden in Karel van Hohenzollern-Sigmaringens abdicatie ten gunste van zijn zoon Karel Anton (1848-1849). De onenigheid tussen regering en volksvertegenwoordiging nam echter toe, waarop Pruisische troepen het land binnentrokken.
In het revolutiejaar 1848 kwam het ook in Hechingen tot onlusten, hetgeen tot de grondwet van 16 mei leidde. Toen echter onenigheid met de volksvertegenwoordiging uitbrak, rukten Pruisische troepen het vorstendom binnen.
Evenals zijn erfgenaam vorst Karel Anton van het naburige Hohenzollern-Sigmaringen stond Frederik Willem Constantijn van Hohenzollern-Hechingen, het regeren moe, op 7 december 1849 zijn land af aan Pruisen. Hij ontving in ruil hiervoor een levenslang jaarlijks pensioen van 10.000 taler, het behoud van zijn goederen en tienden in Hechingen en de voorrechten van een jongere prins van het Pruisische koningshuis. De rest van zijn leven bracht hij door te Löwenberg in Silezië, waar hij vooral met zijn uit Hechingen meegebrachte hofkapel muziek beoefende.
Op 6 april 1850 vond de overdracht aan Pruisen plaats op basis van de wet van 12 maart 1850. Het land werd daarna bestuurd als Regierungsbezirk Sigmaringen-Hohenzollern, waarbij sommige taken vanuit de Rijnprovincie werden uitgevoerd. Op 1852 werden de regeringen in de twee vorstendommen Hohenzollern-Hechingen en Hohenzollern-Sigmaringen verenigd in een Pruisisch bestuur.
Karel Anton van Hohenzollern-Sigmaringen, van 1858 tot 1862 minister-president van Pruisen, nam na het uitsterven van de linie Hohenzollern-Hechingen in 1869 de titel vorst van Hohenzollern aan.
Op 1 januari 1842 hadden de vorsten van Hohenzollern-Hechingen en Hohenzollern-Sigmaringen een Vorstelijk Hohenzollernse Huisorde ingesteld. Met de soevereiniteit over de Hohenzollernse vorstendommen nam Frederik Wilhelm IV ook het protectoraat over deze huisorde over.
Op 23 augustus 1851 werd de huisorde ook een Koninklijk Pruisische orde. In de Zuid-Duitse gebieden bleef zij in de oude vorm tot op de dag van heden bestaan. Aan het prachtlievende hof van de Hohenzollern in Sigmaringen wordt tot op heden een min of meer 19e-eeuwse staat gevoerd. Er is een hofjacht en een protocol als aan de hoven van regerende vorsten. De vorsten stichten en verlenen dan ook nog steeds onderscheidingen.
Vader en zoon Karel van Hohenzollern-Sigmaringen en Karel Anton van Hohenzollern-Sigmaringen, de laatsten van hun geslacht afgezien van de morganatisch verwekte graven van Rothenburg verleenden tot aan hun dood de Huisorde van Hohenzollern. In de literatuur worden geen kruisen met het wapen of het monogram van de Hechinger vorsten vermeld. Dat doet vermoeden dat zij binnen een orde met twee grootmeesters kruisen met het monogram van hun verwant, de Vorst van Hohenzollern-Sigmaringen hebben gedragen en aan hun Hechinger onderdanen hebben verleend.

## De huisorde van de Vorsten van Hohenzollern-Hechingen
- De Vorstelijk Hohenzollernse Huisorde